# Vacina conjugada

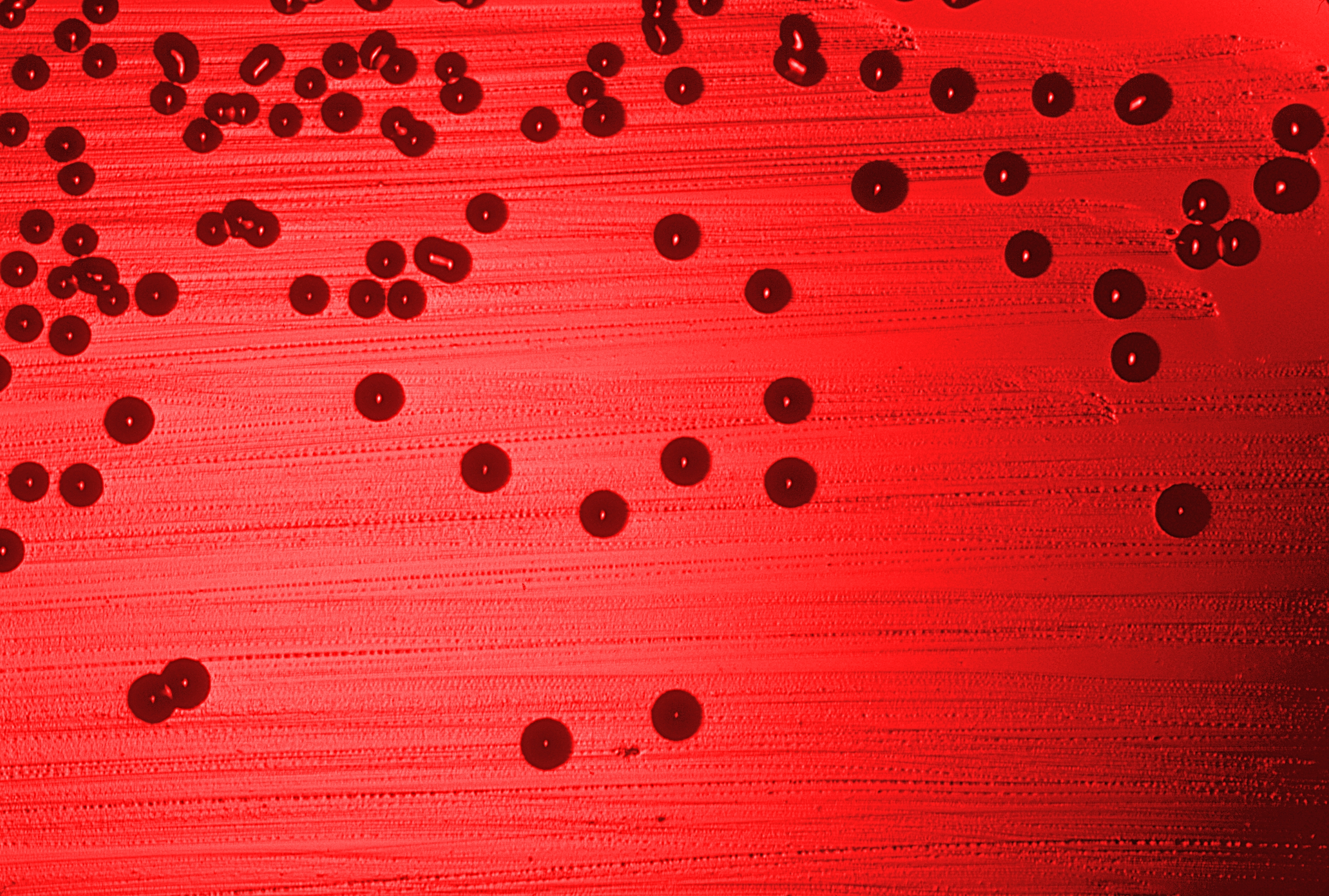
Para bactérias com revestimento de polissacarídeo, como Haemophilus influenzae tipo b, a melhor maneira de prevenir a infecção é usar uma vacina conjugada.

Uma vacina conjugada é um tipo de vacina que combina um antígeno fraco com um antígeno forte como transportador, de modo que o sistema imunológico tem uma resposta mais forte ao antígeno fraco.
As vacinas são usadas para prevenir doenças invocando uma resposta imune a um antígeno, a parte estranha de uma bactéria ou vírus que o sistema imunológico reconhece. Isso geralmente é realizado com uma versão na vacina atenuada ou morta de uma bactéria ou vírus patogênico, para que o sistema imunológico possa reconhecer o antígeno mais tarde na vida. Muitas vacinas contêm um único antígeno que o corpo reconhece.
No entanto, o antígeno de algumas bactérias patogênicas não induz uma resposta forte do sistema imunológico, portanto, uma vacinação contra esse antígeno fraco não protegeria a pessoa mais tarde na vida. Nesse caso, uma vacina conjugada é usada para invocar uma resposta do sistema imunológico contra o antígeno fraco. Em uma vacina conjugada, o antígeno fraco é covalentemente ligado a um antígeno forte, provocando assim uma resposta imunológica mais forte ao antígeno fraco. Mais comumente, o antígeno fraco é um polissacarídeo ligado a um antígeno de proteína forte. No entanto, os conjugados de peptídeo / proteína e proteína / proteína também foram desenvolvidos.

## História
A ideia de uma vacina conjugada apareceu pela primeira vez em experimentos envolvendo coelhos em 1927, quando a resposta imunológica ao antígeno polissacarídeo tipo 3 de Streptococcus pneumoniae foi aumentada pela combinação do antígeno polissacarídeo com um carreador de proteína. A primeira vacina conjugada usada em humanos tornou-se disponível em 1987. Era o conjugado do Haemophilus influenzae tipo b (Hib), que protege contra a meningite. A vacina logo foi incorporada ao calendário de vacinação infantil nos Estados Unidos. A vacina conjugada Hib é combinado com uma de várias proteínas transportadoras diferentes, tais como a difteria toxóide ou o tétano toxóide. Logo depois que a vacina foi disponibilizada, as taxas de infecção por Hib caíram, com uma redução de 90,7% entre 1987 e 1991. As taxas de infecção diminuíram ainda mais quando a vacina foi disponibilizada para bebês.

## Técnica
As vacinas evocam uma resposta imunológica a um antígeno, e o sistema imunológico reage produzindo células T e anticorpos. As células T se lembram do antígeno para que, se o corpo o encontrar mais tarde, os anticorpos possam ser produzidos pelas células B para decompor o antígeno. Para bactérias com revestimento de polissacarídeo, a resposta imune cria células B independentemente da estimulação de células T. Ao conjugar o polissacarídeo a um carreador de proteína, uma resposta de células T pode ser induzida. Normalmente, os polissacarídeos por si só não podem ser carregados no complexo principal de histocompatibilidade (MHC) de células apresentadoras de antígeno (APC) porque o MHC só pode se ligar a peptídeos. No caso de uma vacina conjugada, o peptídeo transportador ligado ao antígeno alvo de polissacarídeo pode ser apresentado na molécula de MHC e a célula T pode ser ativada. Isso melhora a vacina, pois as células T estimulam uma resposta imunológica mais vigorosa e também promovem uma memória imunológica mais rápida e duradoura. A conjugação do antígeno polissacarídeo-alvo com a proteína transportadora também aumenta a eficiência da vacina, pois uma vacina não conjugada contra o antígeno polissacarídeo não é eficaz em crianças pequenas. O sistema imunológico de crianças pequenas não é capaz de reconhecer o antígeno, pois o polissacarídeo que o cobre disfarça o antígeno. Ao combinar o polissacarídeo bacteriano com outro antígeno, o sistema imunológico é capaz de responder.

## Vacinas de conjugado aprovadas
A vacina conjugada mais comumente usada é a vacina conjugada Hib. Outros patógenos que são combinados em uma vacina conjugada para aumentar a resposta imune são Streptococcus pneumoniae e Neisseria meningitidis'', ambos os quais são conjugados a transportadores de proteínas como aqueles usados na vacina conjugada Hib. Tanto o Streptococcus pneumoniae quanto a Neisseria meningitidis são semelhantes ao Hib em que a infecção pode levar à meningite. Em 2018, a vacina conjugada mais recente é a vacina conjugada tifóide que pode ser mais eficaz e previne a febre tifoide em muitas crianças com menos de cinco anos.